# HAMO
HAMOとはドイツの鉄道模型メーカー、メルクリン社の直流二線式製品のブランドである。
HAMOとは「Alfred Hannemann Modellbau」のブランドである。1952年、西ドイツで Alfreds Hannemann が路面電車の模型を販売した。1959年と1960年にそれぞれディーゼル式機関車V80とV160を発売した。HAMO社は車輌だけではなくレールや分岐器、架線等も包括して販売していた。1963年には Hannemann は個人的理由から会社を手放した。
1964年からはメルクリン社の傘下に入り、1966年からは直流2線式の製品のブランドとなる。これまでの路面電車の模型は終了した。1967年にはカタログから消えた。
1997年以降メルクリン社が経営不振だったTRIXを傘下に収めてからは直流2線式のブランドはTRIXに取って代わられた。